# 사보타지 (래퍼)
사보타지(브라질 포르투갈어: Sabotage)로 알려진 마우루 마테우스 두스 산투스(포르투갈어: Mauro Mateus dos Santos, 1973년 4월 13일 ~ 2003년 1월 24일)는 브라질의 래퍼이다.